# The Lost Atlantis; or, The Great Deluge of All. An Epic Poem
The Lost Atlantis; or, The Great Deluge of All. An Epic Poem – utwór amerykańskiego poety Edwarda N. Beechera, opublikowany w 1897, opowiadający o mitycznej Atlantydzie. Fabuła stanowiła pretekst do prezentacji osobistych poglądów autora. Jest jednym z wielu literackich nawiązań do starożytnej legendy o zatopionym lądzie.